# Emiya-sanchi no Kyō no Gohan
Emiya-sanchi no Kyō no Gohan (jap. 衛宮さんちの今日のごはん) ist eine Manga-Serie von TAa, die seit 2016 in Japan erscheint. Sie ist ein Ableger des Spiele- und Animefranchise Fate/stay night und wurde 2018 als Animeserie umgesetzt. Der Anime erschien als Today’s Menu for Emiya Family auch international und auf Deutsch. Die kurzen Geschichten versetzen die Charaktere aus dem Fantasy-Geschehen der Spieleserie in den japanischen Alltag, wo der Protagonist Shirō Emiya ihnen jeden Abend ein anderes Gericht zubereitet. Die Serie ist in die Genres Comedy und Gourmet einzuordnen.

## Inhalt
Der Schüler Shirō Emiya lebt nach den Ereignissen von Fate/stay night ein friedliches Leben mit Familie und Freunden, den Master und Servants des vergangenen Kampfes, in Fuyuki City. Jeden Abend bringt Shirō mit seinen von allen geschätzten Kochkünsten ein leckeres Gericht auf den Tisch – für Saber und Taiga oder auch für die anderen Freunde, die immer wieder zu Besuch kommen. Dabei kocht er mit den zur jeweiligen Jahreszeit passenden Zutaten oder anlässlich von Festen die passenden Gerichte. Dabei wird die Zubereitung ausführlich gezeigt und beschrieben.

## Veröffentlichung
Neben TAa, der den Manga auf Grundlage der Spielecharaktere von Type-Moon umgesetzt hat, war an der Entstehung auch Makoto Tadano als Berater für die gezeigten Speisen beteiligt. Der Manga erscheint seit Januar 2016 im Magazin Young Ace Up bei Kadokawa Shoten. Die Kapitel wurden auch in bisher elf Sammelbänden herausgebracht. Nach Start der Anime-Umsetzung Anfang 2018 verkaufte sich der zweite Band der Serie fast 170.000 Mal in den ersten fünf Wochen.
Eine englische Fassung wurde von Denpa lizenziert. Kadokawa selbst bringt die Serie in Taiwan heraus.

## Animeserie
Beim Studio Ufotable entstand für 2018 eine 13-teilige Animeserie. Regie führten Takahiro Miura und Tetsuto Satō, die Drehbücher schrieben Hikaru Kondō und Yū Takanaka. Das Charakterdesign entwarf Tōko Uchimura und die künstlerische Leitung lag bei Kazuo Ebisawa.
Die 13 Minuten langen Folgen wurden ab dem 25. Januar 2018 als Webanime zum 1. jeden Monats auf der Plattform AbemaTV veröffentlicht. Die erste Folge wurde bereits vorab im Dezember 2017 im Rahmen des „Fate Project Ōmisoka TV Special 2017“ gezeigt. Die letzte Folge kam am 1. Januar 2019 heraus. Später erschienen die Folgen in Japan auch auf DVD und BluRay. Eine Fassung mit deutschen Untertiteln wurde von Wakanim per Streaming veröffentlicht, mit englischen Untertiteln kam der Anime bei Crunchyroll heraus.

### Synchronisation
| Rolle                   | japanischer Sprecher (Seiyū) |
| ----------------------- | ---------------------------- |
| Shirō Emiya             | Noriaki Sugiyama             |
| Saber                   | Ayako Kawasumi               |
| Taiga Fujimura          | Miki Itō                     |
| Lancer                  | Nobutoshi Canna              |
| Illyasviel von Einzbern | Mai Kadowaki                 |

### Musik
Die Musik der Serie wurde komponiert von Gō Shiina. Der Vorspann ist unterlegt mit dem Lied Apron Boy (エプロンボーイ Epuron Bōi) der Hip-Hop-Sängerin DJ Misoshiru to MC Gohan, das Abspannlied ist Collage (コラージュ Korāju) der Popband Sangatsu no Phantasia.